# Porto Ferreira
Porto Ferreira este un oraș în São Paulo (SP), Brazilia.